# فرودگاه مالین
فرودگاه مالین (به انگلیسی: Malin Airport) یک فرودگاه همگانی است که یک باند فرود آسفالت و شن دارد و طول باند آن ۸۵۳ متر است. این فرودگاه در کشور ایالات متحده آمریکا قرار دارد و در ارتفاع ۴۹۸ متری از سطح دریا واقع شده است.